# Myth & Roid
Myth & Roid (estilizado em letras maiúsculas) é uma banda japonesa de pop rock composta por Tom-H@ck (guitarra, compositor, produção) e hotaru (letras, planejamento de história), com participações de vários vocalistas. A banda fez sua estreia em 2015 com o lançamento de seu primeiro single "L.L.L". Músicas da banda foram usadas em várias séries de anime, principalmente do gênero isekai, como Isekai Quartet, Boogiepop and Others, BBK/BRNK, Cautious Hero: The Hero Is Overpowered but Overly Cautious, Made in Abyss, Isekai Cheat Magician, Overlord e Arknights: Perish in Frost.

## História
De acordo com o site oficial da banda, seu nome vem de duas palavras: "mito" representando o passado, e "androide" representando o futuro; a banda espera que esses dois aspectos permitam a criação de "um novo mundo".
A banda estreou com Mayu Maeshima nos vocais em 2015, com o lançamento de seu primeiro single "L.L.L" (Leashed Luminous Love); o tema de encerramento da série de anime Overlord de 2015. O single alcançou a posição nº 29 nas paradas semanais da Oricon, e alcançou a posição nº 3 no ranking de downloads japoneses do iTunes.
O segundo single da banda, "Anger/Anger", foi lançado em 24 de fevereiro de 2016; a faixa-título é usada como tema de encerramento da série de anime de 2016 BBK/BRNK. O single alcançou a posição 82 nas paradas semanais da Oricon. O terceiro single da banda "Styx Helix" foi lançado em 25 de maio de 2016; a música-título é usada como o primeiro tema de encerramento da série de anime de 2016 Re:Zero − Starting Life in Another World, e a música "Straight Bet" é usada como tema de encerramento do episódio 7. O quarto single da banda, "Paradisus-Paradoxum", foi lançado em 24 de agosto de 2016; a faixa-título é usada como o segundo tema de abertura de Re:Zero -Starting Life in Another World-, e a música "theater D" é usada como tema de encerramento do episódio 14. O quinto single, "Jingo Jungle", foi lançado em 8 de fevereiro de 2017; a faixa-título do single é usada como tema de abertura da série de anime de 2017 The Saga of Tanya the Evil. A banda também tocou músicas-tema de dois filmes Overlord lançados em 2017.
Em 2017, Kihow se juntou à banda após ser descoberto por Tom-H@ck. Tendo morado no exterior no passado, ela é capaz de cantar tanto em inglês quanto em japonês. Capaz de transformar livremente seu estilo de canto, sua voz é conhecida como a "voz colorida do arco-íris".
Em 24 de abril de 2017, o primeiro álbum da banda , eYe's, foi lançado.
Em novembro de 2017, foi anunciado que a vocalista Mayu Maeshima sairia da banda para seguir carreira solo.
Em 18 de dezembro de 2017, o sexto single da banda, "Hydra", foi anunciado, e o rosto de Kihow foi revelado como parte da capa do álbum.
A banda estreou Kihow nos vocais principais em 2018, com o lançamento de "Hydra", a faixa-título é usada como encerramento da série de anime de 2018 Overlord II.
Mais tarde, em 2018, o sétimo single da banda, "Voracity", foi a abertura do Overlord III. No mesmo ano, se apresentaram no Brasil, participando da Anime Friends.
Em 2019, a música "shadowgraph" foi usada como tema de abertura do anime Boogiepop and Others. A faixa complementar, "Remembrance", foi apresentada no primeiro lançamento cinematográfico de Youjo Senki. A música "Panta Rhei" foi usada como tema de abertura do anime Isekai Cheat Magician, enquanto sua música "Tit for Tat" foi usada como tema de abertura do anime Cautious Hero: The Hero Is Overpowered but Overly Cautious.
Em dezembro de 2019, foi anunciado que a coletânea Museum: The Best of Myth & Roid, seria lançada em 4 de março de 2020. A música "Forever Lost" foi incluída como nova música e usada como tema de encerramento do filme Made in Abyss: Dawn of the Deep Soul, enquanto "Cracked Black" também foi incluída no álbum e usada para o tema do primeiro aniversário do jogo para celular Overlord "Mass for the Dead".
Em outubro de 2020, foi anunciado que suas duas músicas "Future is Mine" e "Reminiscence Reincarnation", usadas respectivamente como temas dos jogos para celular Shin Kaku Gi Kou and The Eleven Destroyers e Eternal City, seriam finalmente lançadas em seu primeiro álbum digital Future Is Mine sob seu selo independente TaWaRa Creative, onde Tom-H@ck e Hotaru trabalham. O álbum foi lançado em 28 de outubro de 2020. Este foi seu primeiro lançamento digital mundial.
Em março de 2021, eles anunciaram uma música de colaboração com Honkai Impact 3rd para comemorar o 3º aniversário da versão global. A prévia da nova música "Brilliant Bright" foi mostrada no vídeo especial de aniversário da miHoYo, publicado no terceiro canal oficial do Honkai Impact no YouTube, apresentando várias personagens femininas do jogo com um vestido de coelhinha. A música completa foi pré-lançada em 31 de março de 2021.
"Brilliant Bright" foi lançado mundialmente em 7 de abril de 2021, em plataformas de streaming.
Em maio de 2021, Kihow anunciou que estava encarregada das músicas-tema de um novo drama teatral japonês chamado Boiled, Shrimp & Crab. As músicas de abertura e encerramento foram lançadas como single digital, produzido pela MOS, sob o selo TaWaRa Creative.
Em julho de 2021, Kihow participou de um álbum chamado "Wacompi" como vocalista convidado, lançado pela Grater Records. O álbum é uma compilação de músicas de artistas virtuais e reais. Ela cantou "Narcose".
Em agosto de 2021, a Kihow colaborou com o jogo para celular Touhou LostWord. Ela foi apresentada em uma versão vocalizada de uma das trilhas sonoras mais populares do jogo UN Owen Was Her? chamada "I'm Alright!"
Em outubro de 2021, Kihow anunciou que estreará como cantora solo com uma nova foto de artista, embora continue sendo vocalista do Myth & Roid. Em 8 de novembro de 2021, seu primeiro single digital, "glitter", foi lançado.
Em novembro de 2021, a vocalista de Kihow e Mili, Cassie, anunciou uma música colaborativa, produzida por Mili, para a Limbus Company pela Project Moon. Em 21 de dezembro de 2021 "In Hell We Live, Lament" de Mili feat. Kihow foi lançado mundialmente em plataformas de streaming como single digital.
Em janeiro de 2022, Kihow anunciou uma música de colaboração com Touhou Danmaku Kagura chamada "Don't Unravel". Ela foi uma convidada secreta da transmissão ao vivo do aniversário de meio ano do jogo. Ela também cantou a música. Foi incluído no jogo em 4 de fevereiro.
Em março de 2022, Kihow anunciou uma música de colaboração com Artiswitch para sua série de MVs. "Paint" foi lançado como seu segundo single digital em 15 de abril.
Em maio de 2022, durante o especial Golden Week de Made in Abyss: Retsujitsu no Ōgonkyō (Made in Abyss: The Golden City of the Scorching Sun) transmitido ao vivo, a segunda temporada da série de anime, foi anunciado que a banda apresentará a música de encerramento "Endless Embrace". A música foi lançada como seu décimo primeiro single em 24 de agosto de 2022.
Em agosto de 2023, foi anunciado que o primeiro mini álbum da banda seria lançado em duas partes. Azul <Episode 1> foi agendado para 25 de outubro de 2023, enquanto Verde <Episode 2> foi lançado em 27 de março de 2024. A música "Ache in Pulse" foi incluída no <Episode 1> como uma nova música e usada como tema de abertura da série de anime Arknights: Perish in Frost.

## Discografia

### Álbuns

#### Álbuns de estúdio
| Título | Detalhes do álbum                                                                                 | Ranking | Vendas       |
| Título | Detalhes do álbum                                                                                 | Oricon  | Vendas       |
| ------ | ------------------------------------------------------------------------------------------------- | ------- | ------------ |
| eYe's  | - Lançado: 26 de abril de 2017 - Gravadora: Kadokawa - Formatos: CD, Blu-ray, download, streaming | 6       | - JPN: 8.839 |

#### Coletâneas
| Título                          | Detalhes do álbum                                                                                | Ranking | Vendas       |
| Título                          | Detalhes do álbum                                                                                | Oricon  | Vendas       |
| ------------------------------- | ------------------------------------------------------------------------------------------------ | ------- | ------------ |
| Museum–The Best of Myth & Roid– | - Lançado: 4 de março de 2020 - Gravadora: Kadokawa - Formatos: CD, Blu-ray, download, streaming | 10      | - JPN: 7.869 |

#### Mini álbuns
| Título                                               | Episódios     | Data de lançamento               | Detalhes do álbum                                         | Ranking | Vendas |
| Título                                               | Episódios     | Data de lançamento               | Detalhes do álbum                                         | Oricon  | Vendas |
| ---------------------------------------------------- | ------------- | -------------------------------- | --------------------------------------------------------- | ------- | ------ |
| Azul                                                 | 〈Episode 1〉 | - Lançado: 25 de outubro de 2023 | - Gravadora: Kadokawa - Formatos: CD, download, streaming | 139     | —      |
| Verde                                                | 〈Episode 2〉 | - Lançado: 27 de março de 2024   | - Gravadora: Kadokawa - Formatos: CD, download, streaming | —       | —      |
| "—" indica lançamentos que não entraram nas paradas. |               |                                  |                                                           |         |        |

#### Álbuns digitais
| Future is Mine                                       | - Lançado: 28 de outubro de 2020 - Gravadora: TaWaRa CREATIVE - Formatos: download, streaming | — |
| "—" indica lançamentos que não entraram nas paradas. |                                                                                               |   |

#### Singles
| "L.L.L"                                  | 2015 | 29 | 21 | - JPN: 3,774                         | eYe's                           |
| "Anger/Anger"                            | 2016 | 82 | —  | - JPN: 812                           | eYe's                           |
| "Styx Helix"                             | 2016 | 26 | 12 | - JPN: 4,696                         | eYe's                           |
| "Paradisus-Paradoxum"                    | 2016 | 24 | 12 | - JPN: 5,582                         | eYe's                           |
| "Jingo Jungle"                           | 2017 | 22 | 11 | - JPN: 4,831                         | eYe's                           |
| "Hydra"                                  | 2018 | 33 | 18 | - JPN: 1,912                         | Museum–The Best of Myth & Roid– |
| "Voracity"                               | 2018 | 47 | 22 | - JPN: 1,874                         | Museum–The Best of Myth & Roid– |
| "shadowgraph"                            | 2019 | 40 | 35 | - JPN: 1,828                         | Museum–The Best of Myth & Roid– |
| "Panta Rhei"                             | 2019 | 80 | —  |                                      | Museum–The Best of Myth & Roid– |
| "Tit for tat"                            | 2019 | 90 | —  |                                      | Museum–The Best of Myth & Roid– |
| "Endless Embrace"                        | 2022 | 50 | —  | - JPN: 941 (Fís) - JPN: 4,971 (Dig.) | sem álbum                       |
| "—" denotes releases that did not chart. |      |    |    |                                      |                                 |

#### Singles digitais
| "Brilliant Bright"                                   | 2021 | Hot 100 | sem álbum |
| "—" indica lançamentos que não entraram nas paradas. |      |         |           |